# Franz von Papen
Franz Joseph Hermann Michael Maria von Papen (pronunciado /ˈfʁants fɔn ˈpaːpn̩/ (escucharⓘ)) (Werl, 29 de octubre de 1879-Obersasbach, 2 de mayo de 1969) fue un político, militar y diplomático alemán de la República de Weimar y del Tercer Reich, cuyas políticas —ver Movimiento revolucionario conservador— fueron fundamentales para el ascenso de Adolf Hitler al poder. Conocido por sus intrigas, se le llamó «el diablo con sombrero de copa».

## Biografía
Nació el 29 de octubre de 1879 en Werl, hijo de una rica familia católica de Westfalia. Capitán de ulanos de caballería,[cita requerida] el estallido de la Primera Guerra Mundial le sorprendió en los Estados Unidos como agregado militar. Luchó en el frente occidental, en Oriente Próximo y finalmente junto al Ejército otomano en Palestina. A su vuelta se incorporó a la política, uniéndose al Partido de Centro, también conocido como Partido de Centro Católico. El 1 de junio de 1932 fue sacado de la relativa oscuridad cuando el presidente Paul von Hindenburg lo eligió para sustituir al entonces canciller, Heinrich Brüning, líder del propio partido de Papen. Este cambio fue motivado en gran parte por la influencia del general Kurt von Schleicher, cuando era el consejero más cercano de Hindenburg.

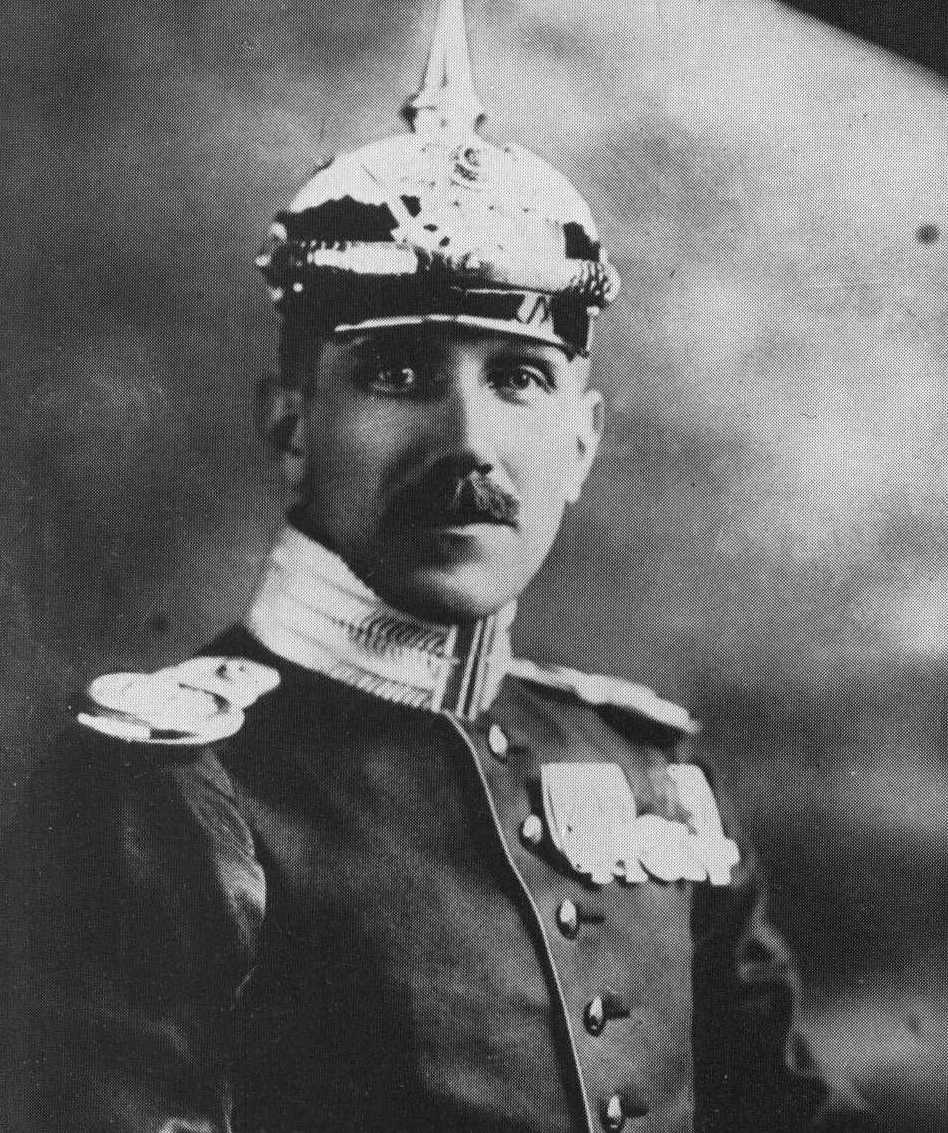
Franz von Papen en 1914.

Papen, expulsado del Partido de Centro Católico por su traición a Brüning, no gozaba prácticamente de apoyo en el Reichstag, excepto del conservador y nacionalista Partido Nacional del Pueblo Alemán (DNVP). Papen gobernó de forma autoritaria, lanzando un golpe contra el Gobierno socialdemócrata de Prusia y revocando la prohibición de su predecesor sobre la Sección de Asalto (SA) para satisfacer a los nazis, a quienes quería convencer para que apoyaran a su Gobierno.
En última instancia, después de dos elecciones para el Reichstag sólo consiguió incrementar la fuerza de los nazis en el Parlamento, sin que Papen obtuviese un mayor apoyo parlamentario, por lo que presentó su dimisión como canciller el 17 de noviembre de 1932; fue reemplazado por Kurt von Schleicher, que formó un nuevo gabinete el 3 de diciembre de 1932, quien esperaba establecer una amplia coalición de Gobierno ganando el soporte de nazis y comerciantes unionistas socialdemócratas.
Como cada vez era más obvio que la maniobra de Schleicher para encontrar una mayoría en el Reichstag era infructuosa, Papen y el líder del Partido Nacional del Pueblo Alemán (DNVP), Alfred Hugenberg, llegaron a un acuerdo con Hitler para erigirlo canciller de una coalición de Gobierno con los Nacionalistas y Papen sirviendo como vicecanciller. Papen usó su vínculo personal con el anciano presidente Paul von Hindenburg, persuadiéndolo para que finalmente el 30 de enero de 1933 acabase despidiendo a Schleicher y nombrando a Hitler para el puesto de canciller. 
Hindenburg siempre se había mostrado en contra de dar tal cargo a Hitler, incluso lo había dicho de forma pública. Él deseaba que fuese Papen quien lo recuperase, pero la insistencia del último en cederlo a Hitler, el consejo de Oskar von Hindenburg (hijo del presidente) y los rumores de un posible Golpe de Estado hicieron que Hindenburg acabase nombrando a Adolf Hitler para el puesto de canciller. El 20 de julio de 1933, von Papen sirvió de representante del Gobierno de Hitler en el Vaticano para la firma del Reichskonkordat entre Alemania y la Santa Sede.

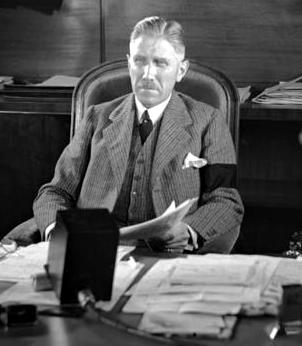
Fotografiado en 1932

Una vez Hitler estuvo en el poder, Papen y sus aliados fueron marginados rápidamente y él retirado de la vicecancillería en 1934. El 30 de junio del mismo año, con ocasión de la noche de los cuchillos largos, cuando fueron asesinados muchos enemigos de Hitler, tanto de dentro como de fuera del partido (incluido Schleicher), von Papen fue detenido y puesto bajo arresto domiciliario durante tres días, pero su secretario, Herbert von Bose, y Edgar Julius Jung, quien escribía sus discursos, fueron asesinados. 
Más tarde, von Papen sirvió al Gobierno nazi como embajador en Austria de 1934 a 1938 y en Turquía de 1939 a 1944. En este último país protagonizó el mayor éxito del espionaje alemán gracias a un informador que trabajaba en la embajada británica, Elyesa Bazna, popularmente conocido como Cicerón. Su principal misión era lograr la neutralidad del Gobierno turco, frente a las maniobras de los aliados, labor que le fue facilitada por la información secreta que recibía. Aquí conoció al entonces nuncio apostólico Angelo Giuseppe Roncalli (futuro papa Juan XXIII), quien ejerció notablemente su influencia en la decisión final de dicho diplomático de liberar a muchos judíos que iban a ser trasladados a los campos nazis de concentración.
Papen fue capturado por los aliados después de la guerra y fue uno de los acusados en los importantes juicios de Núremberg, resultando absuelto.
Durante los años 50 intentó sin éxito retomar su carrera política, para lo cual publicó sus memorias. Falleció en Obersasbach el 2 de mayo de 1969 a la edad de ochenta y nueve años.